# Plasmodi oval
El plasmodi oval (Plasmodium ovale) és un apicomplex paràsit de l'home. És l'agent causal d'una forma de la malària típica de l'Àfrica Occidental.
El seu trofozoït inicial, l'esquizont i els gametòcits presenten gran semblança amb els del plasmodi de la malària, però aquest es caracteritza per envair eritròcits immadurs que presenten les granulacions de Schüffner.